# Und dann.../Liebe am Sonntag
Und dann.../Die Liebe am Sonntag è il 114° singolo di Mina, pubblicato nel 1974 su 45 giri dall'etichetta privata dell'artista PDU e distribuito dalla EMI Italiana.

## Descrizione
Contiene le versioni in lingua tedesca delle canzoni E poi... e Domenica sera, è stato stampato con diverse copertine dalla PDU per il mercato italiano e dalla Columbia per quello germanico.
I brani in italiano sono reperibili nell'album Frutta e verdura del 1973 e su due singoli diversi; quelli in tedesco anche nella raccolta dedicata del 1996, Heisser Sand.
Arrangiamenti e direzione d'orchestra Pino Presti, tecnico del suono Nuccio Rinaldis.

## Tracce
Lato A
1. Und dann... (E poi...) – 4:47 (testo: Bert Olden – musica: Shel Shapiro; edizioni musicali PDU/Shesha)

Lato B
1. Die Liebe am Sonntag (Domenica sera) – 3:15 (testo: Bert Olden – musica: Corrado Castellari; edizioni musicali PDU)